# Phytophthora kernoviae
Phytophthora kernoviae ist ein Phytopathogen, das hauptsächlich Rot-Buchen (Fagus sylvatica) und den Pontischen Rhododendron (Rhododendron ponticum) befällt. Es wurde erstmals 2003 in Cornwall (UK) identifiziert, als Wissenschaftler Nachweise von Phytophthora ramorum erbringen wollten. Es war die dritte neu beschriebene Phytophthora-Art in Großbritannien innerhalb eines Jahrzehnts. Das Art-Epitheton kernoviae ist vom antiken Namen „Kernow“ für Cornwall abgeleitet. Es verursacht großflächige Stamm-Läsionen an Buchen und Nekrosen an den Sprossen und Blättern von Rhododendron ponticum. Die Art ist selbstfertil. Sie wurde auch aus Stiel-Eichen (Quercus robur) und Tulpenbäumen (Liriodendron tulipifera) isoliert. Die Original-Beschreibung stellt auch fest, dass Infektionen an Magnolien und Kamelien, Pieris formosa, Chilenischer Haselnuss (Gevuina avellana), Magnolia doltsopa und Stein-Eiche (Quercus ilex) vorkommen. Seitdem sind viele andere Pflanzenarten als Wirte identifiziert worden. Molekularbiologische Analysen haben ergeben, dass eine Infektion an einer Monterey-Kiefer (Pinus radiata), die 1950 in Neuseeland dokumentiert wurde, durch P. kernoviae verursacht worden war.

## Symptome
Da Phytophthora kernoviae  derart schwere Symptome hervorrufen kann, sollte sie als ernsthafte Bedrohung für Bäume und Sträucher angesehen werden. Bei Rhododendron-Sträuchern beginnt eine Krankheit mit der Schwärzung des Blattstiels, die sich gelegentlich auf die Blattbasis ausweitet und sowohl alte auch als junge Blätter gleichermaßen betrifft. Zusätzlich zu diesen Schwärzungen treten Läsionen der Sprossachse auf. Die Blätter können so schwere Läsionen erleiden, dass sie nekrotisch werden und ganz absterben. Diese Läsionen beginnen mit einem Fortschreiten der Schwärzung des Blattgewebes, die sich über das gesamte Blatt ausbreitet. In einigen Fällen verursachen diese Nekrosen Baumkrebs und ein Absterben der infizierten Pflanze. Obwohl die Symptome für Bäume ähnlich sind, gibt es einige Unterschiede. Bei Rot-Buchen (Fagus sylvatica) gehören dazu dunkelbraune bis blauschwarze Läsionen am Stamm, die abhängig von der Schwere der Infektion in Größe und Gestalt schwanken. Tulpenbäume (Liriodendron tulipifera) sind gleichfalls anfällige Wirte. Die von den Pathogenen infizierten Bäume zeigen viele kleinere „blutende“ Läsionen am Stamm und auch Läsionen an den Blattspitzen. Sowohl Sträucher als auch Bäume zeigen dieselben Blatt-Nekrosen und Spross-Läsionen, was die Schwere der Krankheit unterstreicht.
Die Diagnose der Krankheit kann schwierig sein, da die Symptome für Infektionen mit Phytophthora ramorum und Phytophthora kernoviae sehr ähnlich sind. Es sollten Test-Proben aus DNA-Extrakten des Pflanzengewebes gegen konventionelle PCR- und Real Time PCR-Ansätze getestet werden. Wenn einer dieser Tests negativ verläuft, liegt keine Infektion mit P. kernoviae vor, während positive Tests ihre Anwesenheit nachweisen. Zusätzlich dazu können Isolationen und morphologische Identifikationen erfolgen.

## Ökologie
Phytophthora kernoviae verbreitet sich am schnellsten und mit der größten Schadwirkung in feuchter Umgebung, also direkt nach Regenfällen oder bei hoher Luftfeuchtigkeit. Regen und heftige Winde tragen zur Verbreitung der Sporen und zu weiteren Infektionen bei. Die Art gedeiht am besten bei Temperaturen von 16 bis 26 °C. Dieses Optimum legt nahe, dass die Art ursprünglich aus einer gemäßigten Klimazone stammt, möglicherweise aus China, bevor sie in Großbritannien eingeführt wurde. In anderen Arten der Gattung wie bei P. ramorum wurde ein Transport über Fließgewässer von den Ausbruchsstellen aus beobachtet. Dies ist für P. kernoviae noch nicht beobachtet worden. Während es keine bekannten Krankheitsüberträger unter Insekten gibt, können die Sporen über landwirtschaftliches Gerät, Schuhsohlen und mit infizierten Pflanzen vom Menschen verbreitet werden. Diese Faktoren gelten als die wichtigsten für die Verbreitung.

## Management
Da die Krankheit erst kürzlich entdeckt wurde, befinden sich geeignete Management-Maßnahmen noch in der Entwicklung. Für ein erfolgreiches Management ist es höchst bedeutsam, die Sporen-erzeugenden Pflanzen im Infektionsgebiet zu entfernen. Zusammen damit wurde versucht, mit Kahlschlägen bei Bäumen oder der vollständigen Beseitigung der Strauchschicht und der Laubstreu die Ausbreitung der Krankheit zu stoppen. Die Beseitigung stehenden Wassers und ein angepasstes Bewässerungs-Regime helfen bei der Begrenzung der Ausbreitung der Sporen durch Wasser. In Gebieten mit starken Infektionen kann die Entnahme der Wirte und des Laubes angeordnet werden. Zusätzlich können Anordnungen auf Wanderwegen getroffen werden, um den Sporentransport durch Menschen zu unterbinden. Anti-Phytophthora-Fungizide können in einigen Fällen benutzt werden, wobei diese Fungizide die Pathogene nicht töten, sondern nur ihr Festsetzen oder ihr weiteres Wachstum verhindern. Eine weitere aktuell praktizierte Methode ist das Entfernen von Rhododendren in infizierten Gebieten. Ein infizierter Pontischer Rhododendron wurde 2008 in Irland gefunden. Es bedarf weiterer Untersuchungen über die Ausbreitung und Reproduktion des Pathogens, bevor fortgeschrittenere chemische Methoden der Bekämpfung verfügbar gemacht werden können.

## Lebenszyklus
Phytophthora kernoviae kann als Oospore – als dickwandige Ruheform – überleben und wurde als solche in infizierten Pflanzengeweben und im Boden gefunden. Chlamydosporen – Ruheformen, die längere Zeit überdauern – sind von Phytophthora ramorum und anderen Phytophthora-Arten bekannt, wurden aber bei Phytophthora kernoviae nicht nachgewiesen. Bei P. kernoviae wurde die Produktion von Sporangien, Oosporen und Zoosporen beobachtet. Sporangien werden ausschließlich bei Wirten mit empfindlichem Laubwerk ausgebildet, während Baumkrebs an den Sprossachsen keinerlei Sporangienbildung zeigt und auch nicht zur Ausbreitung der Krankheit beiträgt. Dies führt zu einem einfachen Lebenszyklus bei Phytophthora kernoviae. Oosporen können „keimen“ und Maus-förmige Sporangien bilden. Diese dienen als Ausbreitungsstrukturen und erzeugen Zoosporen – bewegliche infektiöse Sporen, die sie auch freisetzen. Einmal freigesetzt, „keimen“ die Oosporen auf dem Wirt und infizieren die Zielgewebe. Wenn nach der Infektion die Bedingungen stimmen, produziert Phytophthora kernoviae Sporangien, die durch natürliche Vorgänge entfernt werden und sich in das umgebende Gewebe ausbreiten. Unter Laborbedingungen wurde die Sporangien-Produktion innerhalb einer Woche beobachtet, wobei die Sporangien sechs Tage nach der Infektion auftraten und die Krankheit im Pflanzengewebe dokumentiert werden konnte. Die Sporangien von Phytophthora kernoviae werden lokal durch Wind und Wasser verbreitet und infizieren benachbarte empfindliche Gewebe. Großräumige Verbreitung erfolgt durch den Transport infizierten Pflanzenmaterials und durch Bodenteilchen, die mit Fahrzeugen, Tieren und Schuhwerk verschleppt werden.

## Krankheitsverlauf
Eine Infektion mit Phytophthora kernoviae wird durch die Freisetzung von Zoosporen und ihre Verbreitung durch den Wind ausgelöst. Bereits vorhandene Wunden auf dem Wirt werden schnell ausgenutzt, sind jedoch nicht zwingend für eine Infektion erforderlich. Ein interessanter Aspekt bei P. kernoviae besteht laut einer Untersuchung darin, dass nur zwei Drittel der Infektionen mit Symptomen einhergehen, so dass eine tatsächliche Infektion durch Sichtprüfung oft unentdeckt bleibt. Vor Infektion der inneren Rinde bei Rot-Buchen verursacht das Pathogen Blattnekrosen und das Absterben der Schösslinge im Unterwuchs von Wäldern wie auch bei Zierpflanzen. Hier findet die Sporenfreisetzung auf den infizierten Schösslingen und deren Blättern statt, so dass auch die umgebenden Bäume infiziert werden, die wiederum „blutende“ Wunden aufweisen können. Die Anpassung des Pathogens an die Verbreitung über die Luft ist ein Schlüsselfaktor bei der Übertragung von Zierpflanzen auf Bäume.
Sobald das Phloem der Rot-Buchen infiziert ist, werden diese „blutende“ Läsionen und Verfärbungen aufweisen. Die Farbe variiert mit der vorhandenen Sauerstoffmenge und der Zeit seit der Infektion. Oft haben die Läsionen rosa oder orange flüssigkeitsgefüllte Hohlräume, sogenannte Lagunen im darunterliegenden Phloem. Das Pathogen dringt dann in das darunter liegende Xylem ein, was eine weitere Ausbreitung in der gesamten Pflanze ermöglicht und weitere Phloem-Läsionen auslöst. Außerdem führt die Anwesenheit des Pathogens im Xylem zu lokalen Dysfunktionen, was das pflanzliche Gewebe fortschreitend schädigt und es in die zuvor gesunde Rinde eindringen lässt. Wenn P. kernoviae erstmal in das Xylem eingedrungen ist, kann dies über bis zu 24 Monate fortgesetzt werden. Der Tod des Baumes tritt daraufhin innerhalb weniger Jahre nach der Erst-Infektion ein.

## Bedeutung
Seit 2003 hat Phytophthora kernoviae einige Schäden an Zierpflanzen und Bäumen im Südwesten Großbritanniens verursacht. Das Pathogen wurde erstmals in den 1990er Jahren entdeckt, erlangte jedoch erst weiter verbreitete Aufmerksamkeit, als es zusammen mit P. ramorum als eine der Ursachen für den „plötzlichen Eichentod“ identifiziert wurde. Obwohl die größte Konzentration der Pathogene in Südwest-England zu beobachten ist, hat sich das Verbreitungsgebiet bis nach Süd-Wales, Cheshire und sogar nordwärts bis nach Schottland ausgedehnt. Aktuell wird es auf Sprossachsen und Blättern von Rhododendron, hauptsächlich am Pontischen Rhododendron gefunden.  Außerdem macht die aggressive Natur von Phytophthora kernoviae zu einer bedeutenden Gefahr für die empfindlichen Ökosysteme des Hauptteils Großbritanniens. Von einem Rhododendron-Wirt aus kann das Pathogen über die Luft leicht auf die Rinde benachbarter Bäume wie Rot-Buchen (Fagus sylvatica) verbreitet werden, die besonders empfindlich sind. Bis 2005 war die Krankheit auf ein relativ kleines Gebiet von Cornwall beschränkt, wurde aber auch schon in Wales und Cheshire gefunden, so dass naheliegt, dass sie durch den Handel mit Gartenpflanzen verbreitet wurde. Aufgrund des nationalen und internationalen Bedarfs solcher Pflanzenprodukte hat Phytophthora kernoviae Aufmerksamkeit durch Nachweise auf Heidelbeeren (Vaccinium myrtillus) erregt. Die Krankheit verursacht ausgesprochene Nekrosen an Blättern, blutende Läsionen an den Sprossachsen und deren Absterben als primäre Symptome, die sehr schnell und ausgedehnt auftreten. Zahllose Arten wie Heidelbeeren, Preiselbeeren (Vaccinium vitis-idaea), Bärentrauben (Arctostaphylos uva-ursi) und Pontischer Rhododendron (Rhododendron ponticum) sind speziell durch P. kernoviae gefährdet.